# ADO.NET
ADO.NET (ActiveX Data Objects .NET) — це набір бібліотек, що постачається з Microsoft .NET Framework і призначений для взаємодії з різними сховищами даних з .NET-застосунків. Бібліотеки ADO.NET включають класи для приєднання до джерела даних, виконання запитів і обробки їхніх результатів. Крім того, ADO.NET можна використовувати як надійний, ієрархічно організований, відокремлений кеш даних для автономної роботи з даними.

## Об'єктна модель
ADO.NET була розроблена компанією Microsoft, для вирішення проблем, які виникали при роботі з ADO та попередніми технологіями, такими як: Data Access Objects (DAO), Remote Data Objects (RDO). Основною перевагою ADO.NET застосунків є гнучкість та розвинута підтримка XML.

## Основні переваги
володіє багатьма перевагами порівняно з іншими технологіями доступу до даних. Основні з них це:
Підтримка XML
ADO також підтримує XML ,але не буде так само ефективно обробляти XML-дані, як це робить ADO.NET, оскільки ADO.NET створювався з врахуванням XML,а ADO-ні.
Простота модифікації
Протягом терміну служби системи в неї можна вносити незначні зміни, однак спроби провести архітектурні зміни трапляються рідко, через виняткову складність завдання. На жаль, при природному розвитку подій такі зміни іноді виявляються необхідними.
Простота програмування
Компоненти даних ADO.NET в Visual Studio інкапсулюють функціональні можливості доступу до даних різними способами, що допомагає розробляти програмні продукти значно швидше і з меншою кількістю помилок.
Продуктивність
Для непідключених застосунків набори даних ADO.NET дають виграш в продуктивності в порівнянні з непідключеними наборами записів ADO. Передача непідключеного набору записів між рівнями за допомогою COM-упаковки може призвести до великої витрати обчислювальних ресурсів, тому що значення в наборі записів перетворюються до типів даних, відомих COM. У ADO.NET таке перетворення типів даних не потрібно.

## Постачальник даних .NET
Постачальник даних .NET — це набір класів, призначених для взаємодії зі сховищем даних певного типу. .NET Framework включає два постачальника - SQL Client.NET Data Provider і OLE DB.NET Data Provider. Постачальник OLE DB.NET Data Provider дозволяє взаємодіяти з різними сховищами даних за допомогою постачальника OLE DB. Постачальник SQL Client.NET Data Provider розрахований виключно на взаємодію з БД SQL Server. Кожен постачальник даних. NET реалізує однакові базові класи — Connection, Command, DataAdapter, DataReader, Parameter, Transaction тощо, конкретне ім'я яких залежить від постачальника. Так, у постачальника SQL Client.NET Data Provider є об'єкт SqlConnection, а у постачальника OLE DB. NET Data Provider — об'єкт OleDbConnection.

## Постачальники даних ADO.NET від Microsoft
| Постачальник даних          | Простір імен             | Компонувальний блок          |
| --------------------------- | ------------------------ | ---------------------------- |
| OLE DB                      | System.Data.OleDb        | System.Data.dll              |
| Microsoft SQL Server        | System.Data.SqlClient    | System.Data.dll              |
| Microsoft SQL Server Mobile | System.Data.SqlServerCe  | System.Data.SqlServerCe.dll  |
| ODBC                        | System.Data.Odbc         | System.Data.dll              |
| Oracle                      | System.Data.OracleClient | System.Data.OracleClient.dll |